# ديميترانا إيفانوفا
ديميترانا إيفانوفا، بالولادة بتروفا (اسمها البلغاري: Димитрана Иванова، 1881-1960)، مصلحة تربوية ومطالبة بحق المرأة بالتصويت وناشطة في مجال حقوق المرأة. ترأست الاتحاد النسائي البلغاري من 1926 إلى 1944.

## السيرة الذاتية
ولدت إيفانوفا ني بتروفا في 1 فبراير 1881 في روس، بلغاريا. كان والدها تاجرًا، تلقت تعليمها في مدرسة البنات المحلية والمدرسة الثانوية للبنات. سُمح للنساء بالاستماع إلى المحاضرات بجامعة صوفيا في بلغاريا منذ عام 1896، لكن لم يكن بوسعهن الالتحاق كطلاب نظاميين حتى عام 1901، وحتى ذلك الحين ظل الأمر صعبًا، لأن المدارس الثانوية للبنات لم تقدم سوى ستة فقط من الصفوف الثانوية السبعة اللازمة للالتحاق بالجامعة. وعلى هذا الأساس مُنعت ديميترانا إيفانوفا من الحصول على مكان لدراسة القانون في صوفيا، لكنها أصبحت أول امرأة تدرس التعليم والفلسفة في جامعة زيوريخ. عملت كمدرسة عندما عادت إلى بلغاريا عام 1900، في ذلك الوقت كان التدريس المهنة الوحيدة المفتوحة أمام النساء (رغم أنه حتى عام 1904، كان محظورًا على النساء المتزوجات). في عام 1914، تزوجت من المعلم دونشو إيفانوف، لكنها واصلت حياتها المهنية (رفع حظر المعلمات المتزوجات عام 1904). في عام 1921، تقدمت للدراسة في كلية الحقوق بجامعة صوفيا، وسمح لها في نهاية المطاف بذلك، وتخرجت في عام 1927.

## المطالبةبحق التصويت للمرأة
خلفت إيفانوفا يوليا مالينوفا عام 1926 كرئيسة لمنظمة حقوق المرأة الرائدة في بلادها، اتحاد النساء البلغاري، الذي أُسس عام 1901. في 1935-1940، كانت عضوًا في مجلس التحالف الدولي للنساء. أصبحت شخصية مثيرة للجدل معروفة في النقاش العام وكثيراً ما كانت كاريكاتورية في الصحافة. خلال ولايتها كرئيسة، أُوليَ اهتمام كبير لمسألتين: الإذن للمرأة بممارسة القانون، الذي كان ينظر إليه على أنه سؤال رمزي مهم يرمز إلى حق المرأة في دخول مهن أخرى من نفس النوع؛ وحق المرأة في الاقتراع. حصلت النساء البلغاريات على حق مشروط في التصويت في عام 1937، لكنهن لم يستطعن الترشح للانتخابات بأنفسهن إذا كن أرملات أو متزوجات أو مطلقات.